# .mk
Pour les articles homonymes, voir MK.
.mk est le domaine de premier niveau national réservé à la Macédoine du Nord, enregistré en 1993.
« mk » fait référence à la première et troisième lettre du nom du pays en macédonien : Makedonija (en cyrillique : Македонија).

## Deuxième niveau
Domaines de deuxième niveau disponibles :
- .com.mk (le plus utilisé)
- .org.mk
- .net.mk
- .edu.mk (éducation)
- .gov.mk (sites institutionnels)
- .inf.mk (information)
- .name.mk
- .pro.mk

## Nom de domaine internationalisé
En plus de son nom de domaine .mk en alphabet latin, la Macédoine du Nord possède aussi un nom de domaine internationalisé en alphabet cyrillique : .мкд. Cet alphabet est le seul utilisé pour écrire le macédonien. La Macédoine du Nord  n'est pas le seul pays à avoir un nom de domaine cyrillique existant conjointement au nom de domaine standard en caractères latins. C'est aussi le cas de la Serbie (.rs/.срб), et de la Russie (.ru/.рф), mais aussi du Kazakhstan et de la Mongolie. La Macédoine du Nord fut d'ailleurs le cinquième État à obtenir un nom de domaine en cyrillique.
L'organisme qui gère le domaine macédonien, MARnet, a envisagé la création d'un code cyrillique fin 2012. Il a soumis au vote en ligne six propositions différentes. Le vote s'est clos début 2013, et les internautes ont largement préféré .мкд, avec 73 % des voix. Il était suivi par .мак (14 %), .рм (7 %), .македонија (5 %), .рмкд et .рмак. MARnet a ensuite soumis le nouveau domaine .мкд à l'ICANN afin que celui-ci devienne utilisable.
Le domaine .мкд a été approuvé et enregistré par l'ICANN en avril 2014.
.мкд correspond en alphabet latin à .mkd et fait référence au nom du pays en cyrillique : Македонија (Makedonija).
Ce domaine permet d'utiliser tous les caractères de l'alphabet cyrillique macédonien, comme les lettres Љ, Њ, Ѓ, Ж, Ч, Ш et Џ, permettant par exemple d'écrire des adresses comme љубаниште.мкд ou ѓорчепетров.мкд.